# Departamento Almirante Brown
Das Departamento Almirante Brown liegt im Westen der Provinz Chaco im Nordwesten Argentiniens und ist eine von 25 Verwaltungseinheiten der Provinz. 
Es grenzt im Nordwesten an die Provinz Salta, im Nordosten an das Departamento General Güemes, im Osten an das Departamento Maipú, im Südosten an das Departamento Independencia, im Süden an die Departamentos General Belgrano und  Nueve de Julio und im Westen an die Provinz Santiago del Estero. 
Die Hauptstadt des Departamento Almirante Brown ist Pampa del Infierno. Sie liegt 237 Kilometer von der Provinzhauptstadt Resistencia und etwa 1.265 Kilometer von Buenos Aires entfernt.
Das Departamento wurde nach William Brown (1777–1857), dem in Irland geborenen Oberbefehlshaber der argentinischen Marine benannt.

## Städte und Gemeinden
Das Departamento Almirante Brown ist in folgende Gemeinden aufgeteilt:
- Concepción del Bermejo
- Los Frentones
- Pampa del Infierno
- Taco Pozo